# Cattedrale di Saint-Claude
La cattedrale dei Santi Pietro, Paolo e Andrea (in francese: Cathédrale Saint-Pierre-Saint-Paul-et-Saint-André de Saint-Claude) è il principale luogo di culto cattolico di Saint-Claude, nel dipartimento del Giura. La chiesa, sede del vescovo di Saint-Claude, è monumento storico di Francia dal 1906.